# Smiths Grove
Smiths Grove és una població dels Estats Units a l'estat de Kentucky. Segons el cens del 2000 tenia 784 habitants.

## Demografia
Segons el cens del 2000, Smiths Grove tenia 784 habitants, 298 habitatges, i 228 famílies. La densitat de població era de 364,7 habitants/km².
Dels 298 habitatges en un 35,9% hi vivien nens de menys de 18 anys, en un 60,4% hi vivien parelles casades, en un 12,4% dones solteres, i en un 23,2% no eren unitats familiars. En el 20,8% dels habitatges hi vivien persones soles el 12,4% de les quals corresponia a persones de 65 anys o més que vivien soles. El nombre mitjà de persones vivint en cada habitatge era de 2,62 i el nombre mitjà de persones que vivien en cada família era de 3,03.
Per edats la població es repartia de la següent manera: un 27,2% tenia menys de 18 anys, un 4,7% entre 18 i 24, un 31% entre 25 i 44, un 22,2% de 45 a 60 i un 14,9% 65 anys o més.
La mitjana d'edat era de 38 anys. Per cada 100 dones de 18 o més anys hi havia 81,8 homes.
La renda mitjana per habitatge era de 36.058 $ i la renda mitjana per família de 43.750 $. Els homes tenien una renda mitjana de 32.292 $ mentre que les dones 23.365 $. La renda per capita de la població era de 19.335 $. Entorn del 7% de les famílies i el 7,8% de la població estaven per davall del llindar de pobresa.

## Poblacions més properes
El següent diagrama mostra les poblacions més properes.